# Відуліна Аліса Костянтинівна
Відуліна Аліса Костянтинівна (16 березня 1927, Харків — 29 березня 2022, там само) — перша жінка-диригентка в Україні, музикантка, педагогиня, кавалерка ордену княгині Ольги ІІІ-го ступеня.

## Біографія
Народилася в Харкові 16 березня 1927 року. У молодших класах загальноосвітньої школи, як відмінниця навчання, отримала направлення в щойно відкритий Палац піонерів. Там Ляля вчилася грати на фортепіано, в шумовому оркестрі освоїла ксилофон і гармоніку, (навчаючись і тут на «відмінно» навіть стала отримувати стипендію). Але восени 1941 року щасливе дитинство було перерване війною і Аліса  з батьками опинилася в окупованому Харкові, дивом двічі уникнувши вивезення до Німеччини.
Перший запис у трудовій книжці — 24 серпня 1943 року (відразу ж після звільнення Харкова від німецько-фашистських загарбників) — музикант оркестру народних інструментів філармонії. Не перериваючи роботи в оркестрі за 2 роки (1943-45) закінчила музичне училище по класу фортепіано; в 1945 році вступила, а в 1950 році закінчила Харківську державну консерваторію (викладач — Костянтин Леонтійович Дорошенко), отримавши диплом диригента оркестру народних інструментів та солістки на концертино. Один навчальний рік (1950/51) викладала диригування в музичному училищі.
Восени 1951 року Відуліну прийняли відразу на 3-й курс Київської державної консерваторії. Незабаром після початку занять у консерваторії в жовтні 1951-го року пройшла за конкурсом і була зарахована на посаду 2-го диригента оркестру народних інструментів Українського Комітету Радіоінформації. Поєднувала роботу і навчання. Після закінчення консерваторії в 1954 році, з кваліфікацією «диригент симфонічного оркестру  і опери», А. К. Відуліна отримала призначення до Державного симфонічного оркестру УРСР, (як диригентка-асистентка Народного артиста СРСР Натана Григоровича Рахліна).
Влітку 1957 року з особистих обставин (народження доньки), повернулася до Харкова і була переведена на роботу в Державну консерваторію на посаду старшого викладача. З 1960 року за сумісництвом, а потім і на постійній основі була диригенткою Харківського театру музичної комедії.
Восени 1974 перейшла на роботу до Харківського державного інституту культури, де викладала диригування, аж до виходу на пенсію в кінці березня 2015 року.  28 листопада 1979 року Відуліній А. К. було присуджено вчене звання доцента по кафедрі оркестрового диригування. Вона стала ініціаторкою організації даної кафедри і завідувала нею, а після реорганізації — кафедрою інструментів духового та естрадного оркестрів. У 70-ті — 80-ті роки Відуліна також керувала самодіяльним духовим оркестром в Дергачах (у 1982-му році цей колектив отримав звання народного), консультувала самодіяльний колектив театру музичної комедії Палацу культури «Металіст».
З 2000-го по 2013 роки за запрошеннями і контрактами Аліса Відуліна диригувала і проводила майстер-класи у Харківському академічному театрі музичної комедії, Харківському Національному академічному театрі опери та балету ім. М. В. Лисенка, Молодіжному академічному симфонічному оркестрі «Слобожанський».
У Київській державній консерваторії Аліса Відуліна займалася в класі професора, заслуженого діяча мистецтв УРСР Олександра Клімова, який в той час був ректором консерваторії і головним диригентом Національного театру опери та балету ім. Тараса Шевченка. Як диригентка, вона готувала програми з такими корифеями української сцени, як Іван Паторжинський, Марія Литвиненко-Вольгемут, Михайло Гришко, Борис Гмиря, а наставниками в диригентському мистецтві були народні артисти СРСР Натан Рахлін і Костянтин Симеонов.
У Харківському театрі музичної комедії Аліса Відуліна ставила спектаклі з провідними режисерами жанру, такими як народний артист СРСР Володимир Канделакі, (головний режисер Московського театру оперети), народний артист УРСР Лесь Івашутіч та ін. Саме завдяки її творчим ідеям репертуар театру поповнювався нещодавно написаними оперетами вітчизняних авторів, а на гастролі приїжджали зірки цього жанру — народні артисти СРСР Тетяна Шмига, Георг Отс, Михайло Водяний, примадонна венгерської оперети Марія Тібольді і багато інших.

Аліса Відуліна на ювілеї Сергія Велигодського. Харків. 11.09.2021 року.

За більш ніж 50-річну (1957—2015) педагогічну діяльність в результаті не лекційних, а індивідуальних занять, Аліса Костянтинівна підготувала понад 200 випускників. І вже протягом десятків років вони працюють в усіх куточках України диригентами різноманітних оркестрів, обіймають відповідальні посади у сфері культури та мистецтв. Серед них, зокрема: Аллін Власенко, заслужений діяч мистецтв УРСР, народний артист України, диригент Київського Національного театру опери та балету імені Т. Г. Шевченка, професор Національної музичної академії України імені П. І. Чайковського; Віталій Куценко, заслужений діяч мистецтв України, близько 20 років — головний диригент  Харківського Національного театру опери та балету імені М. В. Лисенка; Шаліко Палтаджян, заслужений діяч мистецтв України, понад 25 років — художній керівник Харківського академічного театру музичної комедії; Костянтин Глушенко — головний диригент Харківського академічного театру музичної комедії, потім — головний диригент Одеського академічного театру музичної комедії імені Михайла Водяного; Іван Микита — генеральний директор Закарпатської обласної філармонії.

## Цікаві факти
- Аліса Відуліна — перша в Україні жінка-диригентка, що здобула професійну диригентську освіту, успішно освоївши чоловічу спеціальність. Її трудовий шлях складає 71 рік 7 місяців (24.08.1943 — 24.03.2015 рр.)[3].
- Аліса Відуліна була найстарішою із діючих жінок-диригенток в Україні. Вона активно виступала до 90 років свого життя[4][5][6][7][8].
- До цього дня візитною карткою Харківського академічного театру музичної комедії є оперета І. Кальмана «Сільва», постановку якої А. Відуліна здійснила з режисером І. Радомиським в 1961 році. У грудні 2011 року відбулася ювілейна вистава: «Сільва — 50 років на сцені ХАТМК»[9],  і безпрецедентна подія — як і 50 років тому, за диригентським пультом стояла Аліса Відуліна!  Від обласного управління культури і Всеукраїнського музичного союзу їй був піднесений символічний лавровий вінок.

## Нагороди
Нагороджена Почесними грамотами УРСР за участь у конкурсах диригентів у 1955 та 1959 роках, Почесними грамотами та подяками Міністерства культури та мистецтв України, Харківської обласної ради.  
Відуліна А. К. є лауреаткою творчої премії міськвиконкому імені Бориса Гмирі.
Нагороджена Почесною грамотою Харківської міської ради за багаторічну плідну працю, високий професіоналізм, вагомий особистий внесок у розвиток духовності і культури міста Харкова, активну педагогічну діяльність та з нагоди 80-річчя заснування Харківського академічного театру музичної комедії.
У 2013 році Відуліній А. К., як видатній діячці культури та мистецтв України, призначена довічна Державна стипендія.
Указом президента України № 188/2019 від 4 травня 2019 року Аліса Відуліна була нагороджена орденом княгині Ольги ІІІ-го ступеня.

## У ЗМІ
Харківські телевізійні і радіостудії присвятили творчості диригентки свої передачі. На просторах інтернету можна побачити фрагменти програм симфонічних оркестрів під керуванням цієї унікальної особистості.
Аліса Відуліна мала змогу від'їхати за кордон, здобувши там славу і визнання, але для неї це було неприйнятно, бо з її слів, треба залишатись на Батьківщині — там, де ти отримав освіту, щоб передавати знання новим поколінням, та дарувати радість глядачам своєї рідної країни.

## Останні роки життя і смерть
Аліса Костянтинівна відзначила свій 95-тирічний ювілей в охопленому бойовими діями Харкові. Вона говорила, що музика — це математика, тому музиканти довго живуть, бо так багато і точно мислять. Цивільним подвигом можна назвати вчинки її доньки, композиторки та співачки Жанни Комлєвої, яка до останньої хвилини створювала гідні умови життя та побуту для Аліси Костянтинівни.
Померла 29 березня 2022 року в Харкові.